# 弁天小僧 (1958年の映画)
『弁天小僧』（べんてんこぞう）は、1958年に公開された伊藤大輔監督の日本映画。
河竹黙阿弥の歌舞伎『青砥稿花紅彩画』（白浪五人男）の翻案作品。

## スタッフ
以下のスタッフ名はKINENOTEに従った。
- 監督 - 伊藤大輔
- 脚本 - 八尋不二
- 企画 - 高桑義生
- 製作 - 酒井箴
- 撮影 - 宮川一夫
- 美術 - 西岡善信
- 音楽 - 斎藤一郎
- 録音 - 林土太郎
- 照明 - 中岡源権
- 編集 - 宮田味津三
- 色彩技術 - 牧浦地志[3][4]
- 助監督 - 田中徳三[3][4]

## キャスト
- 八代目 市川雷蔵 - 弁天小僧菊之助[1]
- 勝新太郎 - 遠山左衛門尉[1]
- 青山京子 - お半[1]
- 阿井美千子 - お吉[1]
- 近藤美恵子 - お鈴[1]
- 島田竜三 - 赤星十三[1]
- 黒川弥太郎 - 日本左衛門[1]／浜島庄兵衛[5]
- 河津清三郎 - 鯉沼伊織[1]
- 小堀明男 - 三池要人[1]
- 舟木洋一 - 忠信利平[1]
- 伊沢一郎 - 横地帯刀[1]
- 荒木忍 - 源之丞[1]
- 二代目 中村鴈治郎 - 松平左近将監[1]
- 香川良介 - 浜松屋幸兵衛[1]
- 田崎潤 - 南郷力丸[1]
- 清水元 - 閻魔の仁助[1]
- 南条新太郎 - 平井新八郎[1]
- 水原浩一 - 松造[1]
- 尾上栄五郎 - 黒木十太夫[1]
- 伊達三郎 - 賀倉井兵馬[1]
- 天野一郎 - 手代太介[1]
- 志摩靖彦 - 白井市右衛門[1]
- 市川謹也 - 手代与九郎[1]
- 遠山金四郎 - 下ッ引文吉[1]
- 四代目 浅尾奥山 - 番頭佐兵衛[1]
- 堀北幸夫[4] - 永島軍次[5]
- 沖時男[4] - 岡っ引弥七[5]
- 目方誠[4] - 丁稚長松[5]
- 杉村正雄[4] - 鯉沼伊士郎[5]
- 高原朝子[4] - 矢場の女お栄[5]
- 戸村昌子[4] - 矢場の女お伝[5]
- 茨木とみ子[4] - 矢場の女おちよやん[5]
- 小林加奈枝[4] - 女衒[5]

## 受賞歴
- 1958年度 第9回ブルーリボン賞[6]
  - 主演男優賞 八代目 市川雷蔵『炎上』『弁天小僧』
  - 撮影賞 宮川一夫『炎上』『弁天小僧』